# Stazione di San Pietro Vernotico
Stazione di San Pietro Vernotico vasútállomás Olaszországban, Puglia régióban, San Pietro Vernotico településen.

## Vasútvonalak
Az állomást az alábbi vasútvonalak érintik:
- Ancona–Lecce-vasútvonal

## Kapcsolódó állomások
A vasútállomáshoz az alábbi állomások vannak a legközelebb: 
- Stazione di Tuturano
- Stazione di Squinzano
- Stazione di Brindisi